# Maria-Carolina de Liechtenstein
Maria-Carolina Isabel Imaculada de Liechtenstein (Marie-Caroline Elisabeth Immaculata von und zu Liechtenstein; Grabs, 17 de outubro de 1996) é uma princesa de Liechtenstein pelo nascimento. Ela é a segunda criança e única menina do príncipe Aloísio, Príncipe Herdeiro de Liechtenstein, e de sua esposa, a princesa Sofia da Baviera.
A legislação de Liechtenstein sobre a linha de sucessão ao trono liechtensteinense, que foi regulada em 1606, só permite que homens assumam o trono, excluindo totalmente as mulheres. Tais regras remontam, portanto, a antes da independência do principado do Sacro Império Romano-Germânico, em 1806. Sendo assim, a princesa Maria-Carolina não está inclusa na linha de sucessão ao trono liechtensteinense atual.

## Biografia
A princesa Maria-Carolina nasceu na cidade de Grabs, localizada na Suíça, próximo a divisa com o pequeno principado de Liechtenstein; ela é a o príncipe Aloísio, Príncipe Herdeiro de Liechtenstein, e de sua esposa, a princesa Sofia da Baviera.
Ela tem um irmão varão maior: o príncipe José Venceslau de Liechtenstein (nascido em 1995); e ainda outros dois irmãos varões mais novos: o príncipe George de Liechtenstein (nascido em 1999) e o príncipe Nicolau Sebastião de Liechtenstein (nascido em 2000).

### Familiares importantes
Por parte de pai, é membro da família principesca do Liechtenstein da Casa de Liechtenstein, enquanto que por parte de mãe ela é uma descendente colateral da Casa de Wittelsbach, a família real do Reino da Baviera. Ela é neta por parte de mãe do príncipe-herdeiro Max Emanuel da Baviera e de sua esposa, a condessa sueca Isabel Douglas, Princesa da Baviera. Sua tia-avó é a personalidade Rosita Spencer-Churchill, Duquesa de Marlborough (que foi a terceira esposa de John Spencer-Churchill, 11º Duque de Marlborough, de 1972 até o divórcio em 2008) e ainda o empresário e político sueco Gustaf Douglas.

## Funções como princesa de Liechtenstein
Como uma princesa e a filha do atual príncipe-herdeiro de Liechtenstein, Maria-Carolina assume algumas funções oficiais como representante de Liechtenstein. Ela acompanha a mãe a princesa-herdeira consorte Sofia em diversos eventos públicos. Quando possível, a princesa Maria-Carolina também acompanha os pais e irmãos para muitas vezes acompanha o marido em visitas oficiais ao exterior, assim como muitos eventos internos realizados dentro de Liechtenstein.
Desde 2006, a Maria-carolina também participa de eventos da "Sophie von Liechtenstein Stiftung für Frau und Kind", uma fundação em Liechtenstein criada por sua mãe com o objetivo da fundação é dar às mulheres que engravidaram involuntariamente uma perspectiva mais positiva para elas e os seus filhos; a fundação é financiada pela família principesca de Liechtenstein e por doações privadas.

### Compromisso de casamento
Em 22 de outubro de 2024, foi anunciado seu noivado com o gestor de investimentos venezuelano], de ascendência alemã, francesa e inglesa; Leopoldo Maduro Vollmer, nascido em 28 de outubro de 1990 em Caracas. Maduro é o mais velho dos filhos do casamento formado por Francisco Vicente Maduro Galindo e Sofía Vollmer De Marcellus. Sua família materna é proprietária de Ron Santa Teresa. Leopoldo é sobrinho-neto de Gustavo Vollmer Herrera. O casamento está marcado para o verão de 2025.

## Títulos e estilos
- 17 de outubro de 1996 - presente: Sua Alteza Sereníssima, princesa Maria-Carolina de Liechtenstein, Condessa de Rietberg

De acordo com a constituição de Liechtenstein, de 26 de outubro de 1993, todos os membros da casa são príncipes/princesas de Liechtenstein e  condes/condessas de Rietberg.